# Андреј Стратилат
Свети Андреј Стратилат (грч. ̓Ανδρέας ὁ Στρατηλάτης) је хришћански светитељ и мученик из 3. века.
Рођен је у Сирији. Био је официр у римској војсци у време цара Максимијана. Предводио је трупе у борби против Персијанаца. Том приликом је произведен за војводу — стратилата — по чему је и запамћен. Након победе и повратка у Антиохију оптужују га да је хришћанин и изводе га на суд. Андреј отворено признаје веру у Исуса Христа због чега је утамничен. Знајући углед Андрејев у народу и у војсци цар Максимијан је ослободио Андреја али се ипак спремао да га потајно убије. Пошто је Андреј то сазнао отишао је заједно са свим својим војницима у Тарс Киликијски, и ту су се заједно крстили, а затим повукли у јерменску планину Таврос. Ту у једном кланцу, док су били на молитви, стигла их царева војска и све до једнога убила.
Ово страдање светог Андреја десило се око 302. године.
Православна црква прославља светог Андреја Стратилата 19. августа по јулијанском календару.